# Фрателлини, Джованна
Джованна Фрателлини (итал. Giovanna Fratellini, 1666[…], Флоренция — 18 апреля 1731[…], Флоренция) — флорентийская художница эпохи барокко. Была фрейлиной Виттории делла Ровере, великой герцогини Тосканской.

## Биография и творчество
Родившаяся во Флоренции под именем Джованна Мармоккини Кортези, она вышла замуж за Гильяно Фрателлини в 1685 году и приняла его фамилию.
Фрателлини обучалась живописи и музыке под покровительством герцога, до этого она училась у Ливио Мехуса и Пьетро Дандини. Работала в разных материалах и техниках: живопись маслом, рисунок пастелью и сангиной, роспись по эмали . В первую очередь она известна своими портретными работами, но также писала картины на мифологические и исторические сюжеты, такие как «Смерть Лукреции» (не сохранилась).
После обучения искусству миниатюрной живописи у монаха-капуцина Ипполито Галантини (1627—1706) и пастели у знаменитого Доменико Темпести (ок. 1655—1737), она совершенствовала своё мастерство у Антона Доменико Габбиани. Фрателлини была принята во Флорентийскую академию рисунка в 1706 году и стала полноправным членом в 1710 году.

### Портретная живопись и заказы
Портретные работы Фрателлини были средством к её успеху, а её модели считались воплощением утончённости XVIII века. Её работы представляли образец благородной и добродетельной утончённости XVIII века. Изображение Чейлии Пацци, сделанное Фрателлини (1720), часть её серии «дитя-дама», посвящено молодым девушкам благородного происхождения во взрослых позах, со взрослыми чертами и характеристиками.
Помимо портретов, Фрателлини задокументирована как религиозный художник Козимо III. Принц Фердинандо заказал несколько исторических и мифологических произведений пастелью. За её работы по заказу выставлялись счета и фиксировалось, что она получала до 15 скуди за каждый выполненный портрет пастелью на бумаге. Виоланте Беатрикс фон Байерн, губернатор Сиены и жена потомственного принца Тосканы Фердинандо де Медичи, поручила ей изобразить многих придворных дам. Фрателлини взяла на себя задачу увековечить память известного круга придворных дам.
Виоланте Беатрикс отправила Фрателлини в Болонью, чтобы та изобразила Марию Клементину Собескую, жену изгнанного Джеймса Фрэнсиса Эдуарда Стюарта. Позже Джеймс Стюарт запросил портреты своих сыновей. После пребывания в Болонье Фрателлини поехала в Венецию, чтобы изобразить невестку Виоланты Беатрикс, Терезу Кунигунду Собескую (1676—1730) и тётю Марии Клементины. Фрателлини часто сравнивают с венецианской художницей Розальбой Каррьерой (1675—1757). Во время своего пребывания в Венеции она познакомилась с Розальбой. Отмечается, что Фрателлини очень восхищалась Каррьерой, которая также проявила по отношению к ней «gentillissime accoglienze» (любезное гостеприимство).
Вилла Петрая (вилла Медичи, бывшая резиденцией короля Италии на протяжении того краткого времени, когда Флоренция была столицей Италии), расположенная за пределами Флоренции, ныне хранит некоторые из самых известных работ пастельных Фрателлини. Многие из её работ, находящиеся в хранилищах Уффици, ожидают реставрации. Большое количество её пастелей, выполненных по заказу семьи Медичи, находится в коллекции портретов Уффици.

### Учительница и наставница
Тосканские художники приветствовали Фрателлини. На протяжении всей жизни она делилась своим художественным опытом с несколькими художницами, в первую очередь с Марией Маддаленой Гоцци Бальдаччи и Виоланте Беатрис Сириес Черроти, флорентийской художницей, названной в честь покровительницы и принцессы. Виоланте Беатрис Сириес заняла место Фрателлини в качестве придворной художницы после её смерти.

### Автопортрет
Автопортрет Фрателлини (1720), изображение себя в процессе рисования, находится в галерее Уффици, где выставлен в коридоре Вазари. Хотя художница изображена держащей масляные краски и работающей над миниатюрным портретом, работа выполнена пастелью. Фрателлини изображает себя привлекательной и живой женщиной средних лет. Видны её энергия и обаяние. Излюбленные атрибуты Фрателлини — развевающиеся ленты — мило украшают образ. На картине она работает над портретом своего сына Лоренцо Фрателлини. К сожалению, Лоренцо умер за два года до матери. Вместе со своим сыном Лоренцо Фрателлини обучала Виоланте Беатрис Сириес.

## В культуре
Получивший премию «Эмми» телевизионный документальный фильм PBS (июнь 2013 года) «Невидимые женщины, забытые художники Флоренции», основанный на одноимённой книге доктора Джейн Форчун, содержит отрывок о Джованне Фрателлини как пример женщин-художников, обучающих других женщин во Флоренции в эпоху барокко. Телевизионный выпуск, в котором рассказывается о тысячах работ женщин, хранящихся в музеях Флоренции, включая многие пастели и портреты Фрателлини, раскрывает «творческие связи и преемственность в творчестве между художниками Джованной Фрателлини, Виоланте Сириес Черроти и Анной Бакерини Пьяттоли».